# Prozatímní Senát
Prozatímní Senát byl zamýšlenou horní komorou Parlamentu České republiky do doby ustavení současného Senátu Parlamentu České republiky. Ustaven měl být po vzniku České republiky zvláštním ústavním zákonem, k tomu však nakonec z politických důvodů nedošlo, takže když byli v roce 1996 zvoleni senátoři do dnešního Senátu, zůstal už jen jako historická možnost českého ústavního vývoje.
Jeho vznik Ústava předpokládala ve svých přechodných a závěrečných ustanoveních, konkrétně v čl. 106 odst. 2: Do doby zvolení Senátu podle Ústavy vykonává funkce Senátu Prozatímní Senát. Prozatímní Senát se ustaví způsobem, který stanoví ústavní zákon. Důvodem tohoto řešení bylo to, že na rozdíl od Poslanecké sněmovny, která vznikla transformací z již existující České národní rady, nebyl na republikové úrovni při dělení ČSFR subjekt, který by mohl okamžitě převzít pravomoci Senátu. Podobný subjekt existoval jen na úrovni federální a bylo předpokládáno, že senátory Prozatímního Senátu se stanou čeští poslanci Federálního shromáždění. Pravděpodobným důvodem takového řešení mohlo být získání jejich souhlasu se zánikem federace. To však bylo částí politického spektra kritizováno, zejména ODA (předseda Jan Kalvoda), zřejmě proto, že ve Federálním shromáždění poslance neměla. Ale i z jiných stran se ozývala nespokojenost, Jiří Dienstbier dokonce přišel s hanlivým termínem „přeprasení poslanců“, který se ovšem všeobecně ujal.

## Ústavní zákon oustavení Prozatímního senátu Parlamentu
- Koalice ODS-KDS (85)
  -      ODS (77)
  -      KDS (8)
- Levý blok (34)
- ČSDSD (16)
- SPR-RČS (14)
- KDU-ČSL (13)
- LSU (12)
  -      ZS (5)
  -      SZ (3)
  -      HZNS (3)
  -      ČSS (1)

Navrhované složení Prozatímního senátu:
Koalice ODS-KDS (85)
ODS (77)
KDS (8)
Levý blok (34)
ČSDSD (16)
SPR-RČS (14)
KDU-ČSL (13)
LSU (12)
ZS (5)
SZ (3)
HZNS (3)
ČSS (1)

Aby mohl být Prozatímní Senát ustaven, muselo dojít k přijetí zvláštního ústavního zákona, který by určil, jakým způsobem vznikne a jaké pravomoci přesně bude mít. Tehdejší vláda přišla se svým návrhem, který obsahoval dvě varianty, podle první by se senátory Prozatímního Senátu stali všichni poslanci Federálního shromáždění zvolení v České republice (celkem 174), podle druhé jen 81 poslanců, kteří by byli vybráni losem. Postavení Prozatímního Senátu by jinak bylo stejné, jako Senátu předpokládaného 
Ústavou. Ústavněprávní výbor České národní rady návrh projednal a zvolil variantu se 174 senátory. Tento návrh byl ale v České národní radě dne 19. prosince 1992 zamítnut. Později přišla skupina poslanců s podobným návrhem, počet senátorů byl stanoven na 81, tedy podle úpravy pro Senát. Ti by však již nebyli vybráni losováním, ale podle poměru mandátů, které jednotlivé politické strany získaly ve volbách do Federálního shromáždění v červnu roku 1992. Tento návrh taky neprošel, Poslanecká sněmovna jej zamítla dne 25. února 1993.
Návrhy na schválení takového ústavního zákona tedy byly vždy zamítnuty, podle JUDr. Víta Schorma byly příčinou neustavení Prozatímního Senátu pravděpodobně tyto motivy poslanců: 
1. Nechuť dělit se o moc s poslanci Federálního shromáždění, kteří představovali špičky politických stran, „první ligu“.
2. Obava ze zpomalení hospodářské reformy intervencemi senátorů.
3. Pochybnosti o legitimitě orgánu složeného z poslanců zvolených do jiného zákonodárného sboru.
4. Nerozpustitelnost Poslanecké sněmovny po dobu, kdy není ustaven Prozatímní Senát, ani Senát.[10]

To, že Prozatímní Senát nevznikl, však nepřineslo žádné větší komplikace v běžné ústavní praxi, do doby ustavení Senátu jeho pravomoce vykonávala Poslanecká sněmovna, která byla navíc po tu dobu nerozpustitelná.